# Copiapoa decorticans
Copiapoa decorticans là một loài thực vật có hoa trong họ Cactaceae. Loài này được N.P.Taylor & G.J.Charles mô tả khoa học đầu tiên năm 2002.